# Jesse More Greenman
Jesse More Greenman (27 de dezembro de 1867 - 20 de janeiro de 1951) foi um  pteridólogo e botânico norte-americano.